# ベネズエラサッカー連盟
ベネズエラサッカー連盟（ベネズエラサッカーれんめい、スペイン語: Federación Venezolana de Fútbol）は、ベネズエラにおけるサッカーを統括する競技運営団体である。略称はFVF。国際サッカー連盟（FIFA）と南米サッカー連盟（CONMEBOL）に加盟している。
国内プロサッカーリーグであるプリメーラ・ディビシオン等の管理・運営を行い、サッカーベネズエラ男子代表・女子代表を組織する。

## 概要
ベネズエラは、コパ・アメリカ2007の開催国となった事によりサッカーの強化を進め、本大会ではベスト8の成績を収めた。さらに続くコパ・アメリカ2011ではベスト4にまで進出し、2016年のコパ・アメリカ・センテナリオとコパ・アメリカ2019でも2大会連続してベスト8入りを果たした。
しかし南米サッカー連盟（CONMEBOL）所属の国の中で唯一、FIFAワールドカップの本大会には未出場である。